# Pungești
Pungești es una comuna ubicada en el distrito de Vaslui, Rumania.

## Superficie
Posee una superficie de 71,12 kilómetros cuadrados.

## Demografía
Hasta 2021 la población era de 2840 habitantes, con una densidad de población de 39,93 habitantes por kilómetro cuadrado.